# Masacre de Acari
La Masacre de Acari (nombre con el que se popularizó en los medios locales), fue un secuestro masivo ocurrido el 26 de julio de 1990, cuando 11 jóvenes, 7 de ellos menores de edad, de la favela Acari en Río de Janeiro, fueron sacados de una finca en Suruí, barrio de Magé, donde pasaban su día, por un grupo que se identificó como policías. La historia de las madres de los niños desaparecidos que buscan justicia fue contada en el libro "Madres de Acari", del periodista Carlos Nobre. El caso está en la lista de Superinteressante (2015) de "5 crímenes que conmocionaron a Brasil en los años 1990".

## Historia

### Delito
Los secuestradores querían joyas y dinero, y después de supuestamente negociar su liberación mediante pago, durante aproximadamente una hora, según la única testigo del caso, doña Laudicena, ya fallecida, los secuestradores llevaron a las 11 víctimas a un lugar abandonado. Hasta el día de hoy ni siquiera se han encontrado sus cuerpos.

### Asesinato
Las madres de los desaparecidos iniciaron una búsqueda de sus hijos y de justicia, y pasaron a ser conocidas como Madres de Acari. En 1993, Edméa da Silva Euzébio, una de las madres, fue asesinada cuando buscaba información sobre el paradero de su hijo, Luiz Henrique da Silva Euzébio. La investigación policial, número 07/98, en la Comisaría de Homicidios de Baixada Fluminense, fue cerrada por falta de pruebas en 2010, sin que nadie fuera imputado. Según denuncia presentada ante el tribunal en 2014, el crimen fue ordenado por el coronel y exdiputado retirado y exdiputado estatal Emir Campos Larangeira. También fueron imputados los agentes de la Policía Militar Eduardo José Rocha Creazola, "Rambo", Arlindo Maginário, Son, Adilson Saraiva. Hora, “Tula” e Irapuã Ferreira; el ex primer ministro Pedro Flávio Costa y el funcionario municipal Luiz Cláudio de Souza, "Mamãe" o "Badi" y el funcionario de prisiones Washington Luiz Ferreira dos Santos, este último el proceso fue separado del principal y entró en la fase de producción de pruebas. Según el Ministerio Público, los imputados formaron un grupo conocido como "Cavalos Corredores", liderado por el coronel Emir Larangeira, actuando con mayor frecuencia en la década del 90, época en que el oficial comandaba el 9° BPM (Rocha Miranda). En marzo de 2019 se informó que siete de los imputados acudirán a un jurado popular.

### Película
La proyección de la película "Luto con Madre", el 24 de julio de 2010, en la Escuela de Samba Favo de Acari, marcó el 20º aniversario de la masacre y reunió a las Madres de Maio de São Paulo, cuyos hijos desaparecieron en circunstancias similares. El fiscal Rogério Scatamburlo, coordinador del Centro Integrado de Investigación Criminal (Ciac), dijo que comprobará la existencia de la investigación en la Deac de la 6ª DP y el testimonio de los testigos sobre el caso Acari.

## Víctimas
Los once secuestrados (y sus edades en ese momento):
- Viviane Rocha, 13 años
- Cristiane Souza Leite, 16 años
- Wudson de Souza, 16 años
- Wallace do Nascimento, 17 años
- Antônio Carlos da Silva (alias Toninho), 17 años
- Luiz Henrique Euzébio da Silva, (alias Gunga) 17 años
- Edson de Souza (alias Edinho), 17 años
- Rosana Lima de Souza, 18 años
- Moisés dos Santos Cruz (alias Moi), 26 años
- Luiz Carlos Vasconcelos de Deus (alias Lula), 32 años
- Edio do Nascimento, 41 años